# Cautious Clay
Joshua Karpeh (Cleveland, Ohio, 30 de enero de 1993), más conocido por su nombre artístico Cautious Clay, es un cantante, compositor y productor discográfico estadounidense.

## Primeros años
Karpeh nació el 30 de enero de 1993 en Cleveland, Ohio, y asistió a la Escuela Secundaria Benedictina. Se graduó con una licenciatura en Asuntos Internacionales de la Universidad George Washington en 2015. Karpeh trabajó como agente inmobiliario en la ciudad de Nueva York durante dos años y en publicidad durante un año antes de dedicarse a la música a tiempo completo.

## Carrera
Karpeh aprendió producción musical en la Universidad George Washington remezclando ritmos para sus amigos. Su estilo musical está influenciado por el hip-hop , sonidos orgánicos y electrónicos. Toca varios instrumentos, incluidos el saxofón, la flauta, la guitarra, el bajo, el teclado y la batería.
Conocido por su nombre artístico Cautious Clay, Karpeh, el 22 de septiembre de 2017 lanzó «Cold War», el primer sencillo de su EP debut Blood Type, que se lanzó por primera vez el 21 de febrero de 2018, y luego se relanzó el 13 de abril de 2018 con el sencillo adicional «Stolen Moments».
El segundo EP de Karpeh, Resonance, se lanzó por primera vez el 30 de mayo de 2018 y luego se relanzó el 22 de agosto de 2018 con la canción adicional «Crowned». Su tercer EP Table of Context fue lanzado el 27 de marzo de 2019.
Karpeh tocó en el Billy Reid Shindig 2019 en Florence, Alabama. También apareció en la banda sonora de la tercera temporada de la serie 13 Reasons Why con la canción «Swim Home». Esta es una de las dos colaboraciones con John Mayer, siendo la otra «Carry Me Away», que aparece en su EP de 2019 Table of Context.
«Cold War» fue sampleada en la canción «London Boy» del séptimo álbum de estudio de Taylor Swift, Lover (2019).

## Discografía

### Álbumes de estudio
- 2021: Deadpan Love
- 2022: Deadpan Love (deluxe)

### EP
- 2018: Blood Type
- 2018: Resonance
- 2019: Table of Context

### Sencillos
| Año  | Título                                                                            | Álbum                 |
| ---- | --------------------------------------------------------------------------------- | --------------------- |
| 2018 | «Cold War»                                                                        | Blood Type            |
| 2018 | «Joshua Tree»                                                                     | Blood Type            |
| 2018 | «Stolen Moments»                                                                  | Blood Type            |
| 2018 | «French Riviera»                                                                  | Resonance             |
| 2018 | «Crowned»                                                                         | Resonance             |
| 2019 | «Reasons»                                                                         | Table of Context      |
| 2019 | «Sidewinder»                                                                      | Table of Context      |
| 2019 | «Swim Home»                                                                       | Table of Context      |
| 2019 | «Erase»                                                                           | s/a                   |
| 2020 | «Cheesin» (con Remi Wolf, Still Woozy, Sophie Meiers, Claud, Melanie Faye y HXNS) | s/a                   |
| 2021 | «Agreeable»                                                                       | Deadpan Love          |
| 2021 | «Dying in the Subtlety»                                                           | Deadpan Love          |
| 2021 | «Roots»                                                                           | Deadpan Love          |
| 2021 | «Karma & Friends»                                                                 | Deadpan Love          |
| 2022 | «25/8»                                                                            | Deadpan Love (deluxe) |

### Otros créditos
| Año  | Título                    | Artista(s)   | Álbum                   | Créditos              | Junto a                                                                                           |
| ---- | ------------------------- | ------------ | ----------------------- | --------------------- | ------------------------------------------------------------------------------------------------- |
| 2018 | «Floating» (feat. Khalid) | Alina Baraz  | The Color of You        | coescritor, productor | Alina Baraz, Khalid                                                                               |
| 2018 | «Devil in Paradise»       | Cruel Youth  | s/a                     | coescritor            | Teddy Sinclair, Willy Moon, Michael Tighe, Stelios Phili, Jacob H. LiBassi                        |
| 2018 | «Hey Nice to Know Ya»     | LP           | Heart to Mouth          | coescritor, productor | LP, Patrick Morrissey                                                                             |
| 2019 | «Matches»                 | Quinn XCII   | From Michigan with Love | coescritor, productor | Quinn XCII                                                                                        |
| 2019 | «London Boy»              | Taylor Swift | Lover                   | coescritor            | Taylor Swift, Jack Antonoff, Sounwave                                                             |
| 2019 | «Sober»                   | SebastiAn    | Thirst                  | coescritor            | SebastiAn, Bakar                                                                                  |
| 2020 | «Actions»                 | John Legend  | Bigger Love             | coescritor            | John Legend, David Axelrod, Sebastian Kole, Oak Felder, Keith "Ten4" Sorrells, Alexander Niceforo |
| 2020 | «One Life»                | John Legend  | Bigger Love             | coescritor            | John Legend, Anderson Paak, Jeff Gitelman                                                         |
| 2020 | «Bigger Love»             | John Legend  | Bigger Love             | coescritor, productor | John Legend, Toby Gad, Ryan Tedder, Zach Skelton                                                  |